# Hanna Haura
Hanna Haura –en bielorruso, Ганна Гаўра; también conocida por su nombre de casada Hanna Kabral– (29 de mayo de 1987) es una deportista bielorrusa que compitió en remo. Ganó una medalla de oro en el Campeonato Europeo de Remo de 2010, en la prueba de cuatro sin timonel.

## Palmarés internacional
| Campeonato Europeo | Campeonato Europeo          | Campeonato Europeo | Campeonato Europeo |
| Año                | Lugar                       | Medalla            | Prueba             |
| ------------------ | --------------------------- | ------------------ | ------------------ |
| 2010               | Montemor-o-Velho (Portugal) | Medalla de oro     | Cuatro sin timonel |